# 佐々木直次郎
佐々木 直次郎（ささき なおじろう、1901年（明治34年）3月27日 - 1943年（昭和18年）5月24日）は、日本の翻訳家。

## 略歴
石川県小松市生まれ。小松中学校を経て金沢第一中学校に転じ、四年修了で第四高等学校に進む。1925年、東京帝国大学文学部英吉利文学科卒。同大学院を経て、日本大学で短期間教える。
1931年9月から1932年11月にかけて第一書房より刊行された『エドガア・アラン・ポオ小説全集』を訳出。ポーの本格的翻訳として注目を浴びる。その他、ロバート・ルイス・スティーヴンスン『宝島』『ジーキル博士とハイド氏の怪事件』、チャールズ・ディッケンズ『二都物語』などの訳書がある。肺炎で急死。42歳没。

## 訳書
- エドガア・アラン・ポオ『軽気球虚報』第一書房〈エドガア・アラン・ポオ小説全集 第1巻〉、1931年9月。

収録：メエルストロムの旋渦, 穽と振子, ぴよんぴよん蛙, 軽気球虚報, ミイラとの口論, 鐘塔の悪魔, おしやべり心臓, 早過ぎる埋葬, タアル博士及びフェザア教授の療法, イイロスとチャアミオンとの会話
- エドガア・アラン・ポオ『群集の人』第一書房〈エドガア・アラン・ポオ小説全集 第2巻〉、1931年11月。

収録：罎の中から出た手記, メッツェンゲルシタイン, 流行児, ペスト王, 天邪鬼の鬼, ベレニス, 群集の人, アッシャア家の崩壊, 奇態の天使, 沈黙, アルンハイムの領地, ランダアの小邸
- エドガア・アラン・ポオ『偸まれた手紙』第一書房〈エドガア・アラン・ポオ小説全集 第3巻〉、1932年5月。

収録：黄金虫,モ ルグ街の殺人事件, マリイ・ロジェエの怪事件, 偸まれた手紙, お前が犯人だ
- エドガア・アラン・ポオ『妖精の島』第一書房〈エドガア・アラン・ポオ小説全集 第4巻〉、1932年11月。

収録：ハンス・プファアルの無類の冒険, 影, ウィリアム・ウィルスン, 妖精の島, ブラックウッド風の作品の書き方, 苦境, 厳正科学の一として考察したる詐欺, モレラ, メズメリズムの啓示
- エドガア・アラン・ポオ『黒猫』第一書房〈エドガア・アラン・ポオ小説全集 第5巻〉、1933年7月。

収録：しめしあはせ, モノスとユウナとの対話, 橢円の肖像画, ボンボン, フォン・ケムペレンと彼の発見, 実業家, 黒猫, シェヘラザアデの千二夜目の物語, 天蛾, 息をなくする話, シンガム・ボブ氏の文学的生涯
- スティーヴンスン『宝島』岩波書店〈岩波文庫〉、1935年10月。NDLJP:1149177。
- ディッケンズ『二都物語』 上巻、岩波書店〈岩波文庫〉、1936年10月。NDLJP:1136187。
- ディッケンズ『二都物語』 中巻、岩波書店〈岩波文庫〉、1937年4月。NDLJP:1136196。
- ディッケンズ『二都物語』 下巻、岩波書店〈岩波文庫〉、1937年6月。NDLJP:1136201。
- ワイルド『サロメ』岩波書店〈岩波文庫〉、1939年2月。NDLJP:1149644 NDLJP:1150054。
- マンスフィールド『序曲・入江のほとり』冨山房〈冨山房百科文庫 84〉、1939年7月。
- デフォー『ロビンソン・クルーソー物語』主婦の友社、1941年12月。
  - デフォー『ロビンソン・クルーソー物語』（改訂再版）主婦の友社、1948年9月。NDLJP:1168417。
- スティーヴンソン『ジキル博士とハイド氏 附ボウ作黄金虫』大泉書店〈新選世界大衆文学集〉、1949年4月。
- スティーブンソン『ジーキル博士とハイド氏』新潮社〈新潮文庫〉、1950年11月。
- スティーブンスン『宝島』岩波書店〈岩波少年文庫 1〉、1950年12月。
- スティーブンソン、ポオ『ジーキル博士とハイド氏・黒猫』新潮社〈新版世界文学全集 19〉、1959年2月。